# Santa Maria de Besora
Santa Maria de Besora település Spanyolországban, Barcelona tartományban. Lakosainak száma 164 fő (2024).

## Földrajza
Santa Maria de Besora Ripoll, Vidrà, Sant Pere de Torelló, Sant Quirze de Besora, Montesquiu és Les Llosses községekkel határos.

## Népesség
A település lakosságának változását az alábbi diagram mutatja:
| Lakosok száma | 270  | 448  | 449  | 320  | 212  | 175  | 163  | 162  | 150  | 164  |
|               | 1717 | 1887 | 1936 | 1960 | 1986 | 2004 | 2009 | 2014 | 2019 | 2024 |